# 大逆転
『大逆転』（だいぎゃくてん、原題：Trading Places）は、1983年に公開されたアメリカのコメディ映画。

## ストーリー
「人間、出世するのは血統か環境か」とケンカをした商品先物会社を経営するデューク兄弟が、社内で指折りのエリートでハーバード大学出身のウィンソープと、ホームレスのバレンタインの立場をすり替えてどういった結果になるかと、1ドルで賭けることにした。
ウィンソープはデューク兄弟の手回しで会社をクビになり、婚約者に見捨てられ、帰る家も失い、娼婦のオフィーリアの家に転がり込む。一方、バレンタインは拘置所に入っていた所をデューク兄弟に保釈金を払ってもらい、デューク兄弟の会社に入社してウィンソープの後釜に就き、独特の相場観で会社で活躍した。一方のウィンソープは酒におぼれ、デューク兄弟の会社に侵入し、人に銃を向ける程に落ちぶれてしまう。賭けの結果を確認したデューク兄弟は再びウィンソープとバレンタインの立場を入れ替え元に戻そうとするが、偶然真相を聞いたバレンタインは、ウィンソープにデューク兄弟の計画を教え、兄弟に復讐しようと提案する。
そんな時、ウィンソープはデューク兄弟のスパイのビークスがオレンジの出来高報告書を入手したことを知り、デューク兄弟は農務省の正式な発表の前に報告書を見て、冷凍オレンジの相場を操作するであろうと推理する。ウィンソープとバレンタインは、出来高報告書を奪い取るため、オフィーリアとウィンソープの元秘書コールマンと共にビークスが乗る列車に乗り込み、出来高報告書を奪い取ることに成功する。バレンタインはビークスに成り代わり、デューク兄弟に偽の出来高報告書を渡し、翌日、ワールド・トレード・センターに乗り込む。
偽の出来高報告書に書かれている「オレンジは不作」という内容を信じたデューク兄弟は、冷凍オレンジジュースの先物取引で買い占めに走り、それに便乗した人間も買い占めに走ったことで、冷凍オレンジジュースの価格が上昇。しかし「オレンジの収穫量は平年通り」という農務長官の発表が報道されると、冷凍オレンジジュースは大暴落を起こし、兄弟は破産してしまう。一方のウィンソープとバレンタインは、デューク兄弟が買い占め、高値にしている間に大量に空売りを行い、莫大な利益を得る。二人に詰め寄る兄弟に対し、ウィンソープは「俺たちがあんたらに勝てるか1ドルで賭けをした」とうそぶき、目の前でバレンタインに1ドルを手渡す。デューク兄弟への復讐を果たしたウィンソープとバレンタインは莫大な富を得て、オフィーリアとコールマンを連れカリブで悠々自適の日々を楽しんだ。

## 主な登場人物
ルイス・ウィンソープ3世
本作の主人公。才能を買われ、若くしてデューク&デューク商品仲買会社の重役を努めている。デューク兄弟の姪と婚約を結ぶなど順風満帆なエリート人生を歩んでいたが、その兄弟のとある賭けによって名誉・財産・恋人全てを失ってしまう。失意のどん底を味わいクリスマスパーティに侵入。最終的に自殺を図るも失敗する。看病された後デューク兄弟の策略を知ると、バレンタインと共に市場や株の知識をフルに生かし、デューク兄弟に復讐を図る。
ビリー・バレンタイン
もう一人の主人公。元はホラ吹きのホームレスだったが、デューク兄弟の賭けの対象に選ばれたため留置所から釈放され、さらにウィンソープの代わりに会社の重役に就き、一夜にして上流社会の仲間入りを果たす。しかし、クリスマスパーティの時トイレでデューク兄弟の陰謀を立ち聞きし、ウィンソープと共に陰謀を崩す。
オフィーリア
ビークスにウィンソープを罠にはめる為に雇われた娼婦。如何わしい格好でルイスに近づき、麻薬をねだるフリをしていた。住む場所を失ったというルイスに半信半疑ながらも部屋に泊めた。中盤でデューク兄弟の策略を崩すための手伝いをするようになる。話が進むにつれて、ウィンソープと互いに想いを寄せるようになり、最終的に恋人同士となる。
コールマン
ルイスの専属の執事。デューク兄弟の賭けことに嫌々ながらも参加することになり、屋敷に帰ってきたウィンソープとの関係を否定して追い出した。中盤ではデューク兄弟の策略を知り、ウィンソープとバレンタインの作戦の手助けをする。最終的には恋人らしき女性もできるようになる。
デューク兄弟
兄ランドルフと弟モーティマー。デューク&デューク商品仲買会社の会長を務める。この2人の賭け事によってルイスの人生は大きく変わることになる。人種差別主義者で「黒ん坊は生まれついての犯罪者」、「あんな黒ん坊に会社を任せられない」と発言している。また、あらかじめ見積書を入手しオレンジ・ジュース市場で自分たちだけ有利な取引を図ろうとするも、ルイスたちの用意した偽の見積書を鵜呑みにし、オレンジ株を大暴落させ倒産する。
同じジョン・ランディス監督、エディ・マーフィ主演の『星の王子 ニューヨークへ行く』では、ホームレスとして登場し、マーフィ演じる億万長者に大金を恵んで貰う形でカメオ出演する。
クラレンス・ビークス
農務省の特別保安官。デューク兄弟に来年度のオレンジ収穫量見積書を渡すために、マイアミからやってきた。しかし、乗車した列車で客室にいたルイスたちをピストルで脅して貨車へ案内して始末しようとするが、後ろの檻からゴリラに頭を殴られて気絶させられた隙にルイスたちに仮装用のゴリラの着ぐるみを着せられて、発情期を迎えたオスの本物のゴリラと共にアフリカへ運ばれていった。

## キャスト
| 役名                       | 俳優                         | 日本語吹替版 | 日本語吹替版 | 日本語吹替版 | 日本語吹替版 |
| 役名                       | 俳優                         | 日本テレビ版 | フジテレビ版 | テレビ朝日版 | 機内上映版   |
| -------------------------- | ---------------------------- | ------------ | ------------ | ------------ | ------------ |
| ウィンソープ               | ダン・エイクロイド           | 広川太一郎   | 安原義人     | 牛山茂       | 古川登志夫   |
| バレンタイン               | エディ・マーフィ             | 富山敬       | 下條アトム   | 山寺宏一     | 屋良有作     |
| ランドルフ・デューク       | ラルフ・ベラミー             | 久米明       | 久米明       | 石森達幸     |              |
| モーティマー・デューク     | ドン・アメチー               | 内田稔       | 加藤和夫     | 大木民夫     |              |
| コールマン                 | デンホルム・エリオット       | 富田耕生     | 穂積隆信     | 阪脩         |              |
| オフィーリア               | ジェイミー・リー・カーティス | 戸田恵子     | 戸田恵子     | 勝生真沙子   |              |
| ペネロープ・ウィザスプーン | クリスティーン・ホルビー     | 榊原良子     | 井上喜久子   | 日野由利加   |              |
| クラレンス・ビークス       | ポール・グリーソン           | 小林修       | 小川真司     | 羽佐間道夫   |              |
| ハーヴェイ                 | ジェームズ・ベルーシ         | 広瀬正志     | 稲葉実       |              |              |
| 質屋店主                   | ボ・ディドリー               |              |              |              |              |

- 日本テレビ版：1986年7月25日『金曜ロードショー／大逆転 現代版〝王子と乞食〟あいつ天国ボク地獄：これぞ必殺最新コメディ』
その他声の出演：石井敏郎、上田敏也、藤城裕士、吉村よう、塚田正昭、石塚運昇、玄田哲章、北村弘一、島香裕、滝沢久美子、林優子、牧章子
演出：蕨南勝之、翻訳：岩本令、調整：丹波晴道、効果：遠藤堯雄／桜井俊哉、音楽：東上別符精、制作：東北新社、担当：奥田誠治（日本テレビ）、解説：水野晴郎
- フジテレビ版：1992年9月12日『ゴールデン洋画劇場』 ※DVDとBlu-rayに収録
その他声の出演：北村弘一、島香裕、田原アルノ、秋元羊介、塚田正昭、藤原啓治、梅津秀行、磯辺万沙子、種田文子
演出：河村常平、翻訳：木原たけし、調整：荒井孝、効果：リレーション、制作：東北新社
- テレビ朝日版：1995年9月24日『日曜洋画劇場』
その他声の出演：北村弘一、納谷六朗、塚田正昭、城山堅、大山高男、林一夫、神谷和夫、島香裕、菅原正志、秋元羊介、小室正幸、荒川太郎、中博史、雨蘭咲木子、渡辺美佐、榎本千恵子、沢海陽子
演出：伊達康将、翻訳：たかしまちせこ、効果：リレーション、制作：東北新社

### 地上波放送履歴
| 回数  | テレビ局   | 番組名             | 放送日         | 吹替版       |
| ----- | ---------- | ------------------ | -------------- | ------------ |
| 初回  | 日本テレビ | 金曜ロードショー   | 1986年7月18日  | 日本テレビ版 |
| 2回目 | フジテレビ | ゴールデン洋画劇場 | 1992年9月12日  | フジテレビ版 |
| 3回目 | テレビ朝日 | 日曜洋画劇場       | 1995年9月24日  | テレビ朝日版 |
| 4回目 | フジテレビ | ゴールデン洋画劇場 | 1997年5月24日  | フジテレビ版 |
| 5回目 | フジテレビ | ゴールデン洋画劇場 | 2000年10月28日 | フジテレビ版 |
| 6回目 | フジテレビ | プレミアムステージ | 2003年10月25日 | フジテレビ版 |
| 7回目 | テレビ東京 | 午後のロードショー | 2008年4月2日   | フジテレビ版 |
| 8回目 | テレビ東京 | 午後のロードショー | 2015年12月8日  | フジテレビ版 |

## スタッフ
- 監督：ジョン・ランディス
- 製作：アーロン・ルッソ
- 製作総指揮：ジョージ・フォルシー・Jr
- 脚本：ティモシー・ハリス、ハーシェル・ワイングロッド
- 撮影：ロバート・ペインター
- 音楽：エルマー・バーンスタイン